# رنه مونتگومری
رنه مونتگومری (انگلیسی: Renee Montgomery؛ زادهٔ ۲ دسامبر ۱۹۸۶) بازیکن بسکتبال اهل ایالات متحده آمریکا است.